# Iotabrycon praecox
Iotabrycon praecox és una espècie de peix de la família dels caràcids i de l'ordre dels caraciformes. Va ser descrit per Tyson R. Roberts el 1972.

## Morfologia
Els adults poden assolir 2,2 cm de llargària total.

## Hàbitat
Viu en zones de clima tropical.

## Distribució geogràfica
Es troba a Sud-amèrica: conca del riu Vinces a l'Equador.